# 富山県立富山いずみ高等学校
富山県立富山いずみ高等学校（とやまけんりつ とやまいずみこうとうがっこう、英: Toyama Prefectural Toyama Izumi High School）は、富山県富山市堀川小泉町にある公立の高等学校。

## 設置学科
- 総合学科（富山県内では3校目、富山市内では初の設置[1]）
  - 人文・社会系列
  - 自然・情報系列
  - 生活デザイン系列
- 看護科
- 専攻科看護科（高校課程看護科卒業後2年間）

## 概要
- 2002年（平成14年）までは県内最後の女子高であったが、いずみ高等学校と改称され、共学となった。校名は2001年（平成13年）9月3日に決定したもので、学校の所在地（堀川小泉町）や同校の同窓会名（清泉同窓会）に共通して使われている「泉」を、優しいイメージの平仮名で「いずみ」としたもの[1]。
- 2002年（平成14年）度に共学となったが、女子高時代の印象が強く、また看護科があるため、女子生徒の比率が高い。2012年（平成24年）度の高校全体の男女比は117:361である。
- 看護科は毎年、生徒数40名に対して2002年（平成14年）度から2010年（平成22年）度までのすべての年で男子生徒は5名未満である。
- 教師も生徒同様、女性教師が多い。
- 専攻科看護科の生徒は総合学科、看護科の二つの学科とは別の制服である。

## 校歌
「友よ、泉のように」 作詞：片岡輝、作曲：鈴木憲夫

## 沿革
（沿革節の主要な出典は公式サイト）

### 年表
- 1901年（明治34年）
  - 5月16日 - 富山県高等女学校として開校（富山市総曲輪、富山県師範学校内[4]）。
  - 10月4日 - 富山県立高等女学校と改称[4]。
- 1907年（明治40年）4月1日 - 富山県立富山高等女学校と改称[4]。
- 1917年（大正6年）- 富山市堀川小泉町に移転[4]。
- 1919年（大正8年）- 富山高等女学校の女生徒らが、女子師範学校の女生徒、引率者らとともに女人禁制の立山登山を行う[5]。
- 1948年（昭和23年） - 学制改革に伴い、富山県立富山女子高等学校として新発足。高等学校統廃合実施により閉校。
- 1956年（昭和31年）- 富山県立富山女子高等学校を復活開校（普通・被服・商業課程）。
- 1958年（昭和33年）- 定時制商業課程を併置。
- 1959年（昭和34年）- 清泉同窓会を設立。
- 1961年（昭和36年）- 清泉会館竣工。
- 1963年（昭和38年）- 被服科を廃止し、家政科を設置。
- 1965年（昭和40年）- 衛生看護科を設置。
- 1969年（昭和44年）- 定時制課程募集停止。
- 1976年（昭和51年）- 商業科募集停止。
- 1996年（平成8年）- 家政科を生活環境科に学科改編。
- 2002年（平成14年）- 校名を富山県立富山いずみ高等学校と改称し、男女共学となる（普通科・生活環境科を廃止し、総合学科を設置。衛生看護科を廃止し、専攻科2年を含めた5年一貫間教育の看護科を設置）。
- 2005年（平成17年）- 専攻科看護科1回生入学。

## 部活動
- 運動部 - 野球、サッカー、陸上競技、バスケットボール、テニス、ソフトテニス、ハンドボール、ソフトボール、バレーボール、バドミントン、卓球、弓道
- 文化部 - 演劇、合唱、茶道、写真、書道、吹奏楽、日本舞踊、美術、放送、新聞
- 同好会 - JRC

## アクセス
- 富山地方鉄道（不二越線・上滝線）南富山駅 徒歩約6分
- 富山地方鉄道富山軌道線堀川小泉停留場 徒歩約1分
- 富山地方鉄道バス「富山南口」停留所 徒歩約1分

## 出身者
- 森口祐子（プロゴルファー）
- 吉野美奈子（芸術家）
- 内田もも香（女優、宝塚歌劇団卒業生（第89期生）※宝塚時代の芸名は「愛紗もも」）
- 大宅昌（評論家、大宅壮一の妻）